# Gallego (futbolista)
Francisco Fernández Rodríguez, apodado Gallego, (nacido el 4 de marzo de 1944 en Puerto Real, Cádiz) es un exfutbolista internacional español. Jugaba como defensa.
Militó en dos etapas en el Sevilla Fútbol Club (1961-1965; 1975-1980; 185 partidos y 9 goles) y un periodo intermedio en el F. C. Barcelona (1965-1975; 248 partidos y 17 goles). Con el F. C. Barcelona ganó la Liga 1973-1974, además de dos Copas de España y una Copa de Ferias.
Empezó a practicar el fútbol en su pueblo natal. Se vinculó al Sevilla FC a los catorce años y debutó en Primera División con el conjunto hispalense el 15 de octubre de 1961, en Pamplona, cuando tenía 17 años. En esa temporada llegó a jugar 4 partidos con el primer equipo.
En 1962, se proclamó  campeón de la Copa del Generalísimo de juveniles con el Sevilla FC, tras imponerse al Athletic de Bilbao por dos goles a cero.
En mayo de 1965 fue traspasado al FC Barcelona por siete millones de pesetas, permaneciendo 10 años como titular indiscutible en el conjunto azulgrana y alcanzando la internacionalidad en 36 ocasiones. 
En 1975, con 31 años, regresó al Sevilla F.C., que acababa de ascender y donde brindó un magnífico rendimiento, caracterizándose siempre por su entrega ilimitada en el terreno de juego. El 30 de agosto de 1979 se jugó en el Estadio Ramón Sánchez-Pizjuán un partido en su homenaje entre Sevilla F.C. y F.C. Barcelona en lo que se suponía que iba a ser su retirada como futbolista, pues días después fue reclamado por el entrenador sevillista Miguel Muñoz para que volviese a la competición una temporada más, en la que jugó tres partidos.
En 2013, el Sevilla F.C. nombró a Gallego VI Dorsal de Leyenda de la entidad, máximo galardón que concede el club hispalense a sus exfutbolistas.

## Selección nacional
Gallego fue internacional con la selección española en 36 ocasiones (18 victorias, 10 empates y 8 derrotas). Fue convocado con la selección nacional en 1964, para la Eurocopa 1964, siendo espectador de lujo del triunfo de España en la final frente a Rusia. Debutó contra la selección de Argentina (2-1 para Argentina),  en la Copa Mundial de la FIFA de 1966. Su última intervención con la selección fue en febrero de 1973 contra la selección de Grecia, jugado en Málaga (3-1 para España).